# أمستراد جي إكس4000
أمستراد جي إكس4000 (بالإنجليزية: Amstrad GX4000) هو مشغل ألعاب فيديو منزلي من تصنيع أمستراد. كانت محاولة الشركة قصيرة الأمد لدخول سوق أنظمة ألعاب الفيديو. صدر النظام في أوروبا في عام 1990 وكان تصميمًا مطورًا استنادًا إلى تقنية سي بي سي التي كانت لا تزال شائعة في ذلك الوقت. شارك جي إكس4000 مع بنية الأنظمة مع عائلة أمستراد سي بي سي بلس، والذي صدر بشكل متزامن. سمح هذا للنظام بأن يكون متوافقًا مع غالبية برامج سي بي سي بلس.
كانت جي إكس4000 هي المحاولة الأولى والوحيدة من أمستراد لدخول سوق أنظمة ألعاب الفيديو. على الرغم من تقديم إمكانات رسومات محسّنة، إلا أنها فشلت في اكتساب شعبية في السوق، وسرعان ما أُوقِفَ النظام، حيث بيعت 15000 وحدة في المجموع.

## الإطلاق
بعد أشهر من التكهنات، أُعلِنَ رسميًا عن جي إكس4000 جنبًا إلى جنب مع أجهزة الكمبيوتر 464 بلس و6128 بلس في مركز سي إن آي تي في باريس في أغسطس 1990. أطلق النظام بعد شهر في أربع دول، بريطانيا وفرنسا وإسبانيا وإيطاليا، بسعر 99.99 جنيهًا إسترلينيًا في بريطانيا و990 جنيهًا إسترلينيًا في فرنسا؛ كان سعر البرنامج 25 جنيهًا إسترلينيًا لمعظم الألعاب. ضُمِنَت لعبة بيرنين رابر، وحزمة طاقة، وجهازي تحكم مع علبة النظام.
كانت المراجعات الأولية للنظام مواتية، وصفته كمبيوتر آند فيديو غيمز بأنه «نظام أنيق المظهر ومثير للإعجاب من الناحية الفنية ويتمتع بإمكانيات هائلة بسعر منخفض للغاية يبلغ 99 جنيهًا إسترلينيًا»، ولكن بينما أعجبوا بالإمكانيات الرسومية، انتقدوا الصوت وأجهزة التحكم. توصلت مجلة أيه سي إي إلى استنتاج مشابه، مشيرة إلى أن النظام «يضع عروض 8 بت الأخرى في العار لمنع بي سي-إنجن».
صُمِمَت ميزانية تسويقية قدرها 20 مليون جنيه إسترليني لأوروبا، مع تركيز الإعلان على بيع جي إكس4000 كبديل منزلي للعب ألعاب الصالات. كان شعار الآلة هو «أحضر كل الصالات إلى منزلك!»

## أداء السوق
لم يكن جي إكس4000 ناجحًا تجاريًا. خلال فترة وجوده، كان البرنامج الخاص بالنظام قصير العدد وبطيئًا في الوصول، وكان اهتمام المستهلك منخفضًا، وكانت التغطية من المجلات الشعبية في ذلك الوقت طفيفة، حيث اشتكى بعض القراء من نقص المعلومات المتعلقة بالجهاز (كانت مجلة أمستراد أكشن واحدًة من المجلات القليلة التي كانت تدعم النظام). في غضون أسابيع قليلة من الإطلاق الأولي، يمكن شراء النظام بأسعار مخفضة، وبحلول يوليو 1991، كانت بعض المتاجر تبيعه مقابل 29.99 جنيهًا إسترلينيًا.
كانت هناك أسباب عديدة لعدم نجاح النظام. في هذه المرحلة، كانت حواسيب كومودور أميغا وأتاري إس تي ذات 16 بت، جنبًا إلى جنب مع الأنظمة والحواسيب السابقة ذات 8 بت، تهيمن بالفعل على سوق ألعاب الفيديو الأوروبية، وبدأت الضجة الخاصة بأنظمة ألعاب الفيديو المنزلية الجديدة ذات 16 بت مثل ميجا درايف في النمو بسرعة. افتقرت أمستراد أيضًا إلى القوة التسويقية للتنافس مع ميجا درايف (صدر في نوفمبر 1990 في أوروبا) وفي النهاية مع سوبر نينتندو. علاوة على ذلك، كانت هناك أيضًا مشكلات في تصنيع البرامج، حيث اشتكت العديد من الشركات من أن عملية النسخ كانت تستغرق شهورًا بدلاً من أسابيع، مما أدى إلى توفر القليل من البرامج عند الإطلاق، كما صدرت بعض الألعاب متأخرًة أو أُلغيَت تمامًا. أخيرًا، كانت العديد من ألعاب جي إكس4000 عبارة عن ألعاب سي بي سي صدرت على الخرطوشة مع تحسينات طفيفة أو بدون تحسينات، مما أدى إلى ظهور ألعاب غير مبهرة بشكل عام ولامبالاة المستهلك، مع عدم استعداد العديد من المستخدمين لدفع 25 جنيهًا إسترلينيًا مقابل لعبة خرطوشة يمكنهم شراؤها مقابل 3.99 جنيهًا إسترلينيًا على الكاسيت بدلاً من ذلك.
عند مناقشة فشل السوق في النظام، ادعى المصمم كليف لوسون، أن جي إكس4000 كان تقنيًا «جيد على الأقل» مثل سوبر نينتندو، وأن الجهاز تعثر بسبب نقص الألعاب وعدم امتلاك أمستراد المال للتنافس مع نينتندو وسيجا. عندما سئل عما إذا كان يمكن فعل أي شيء لإنجاح الجهاز، أجاب أنه كان من الضروري توفير المزيد من الأموال لمنح شركات البرمجيات حافزًا أكبر لدعم أمستراد، وأن الألعاب والبرامج يجب أن تُسَلَّم في وقت أقرب؛ وأشار أيضًا إلى أن الـ16 بت كانت ستساعد أيضًا.

## المواصفات التقنية

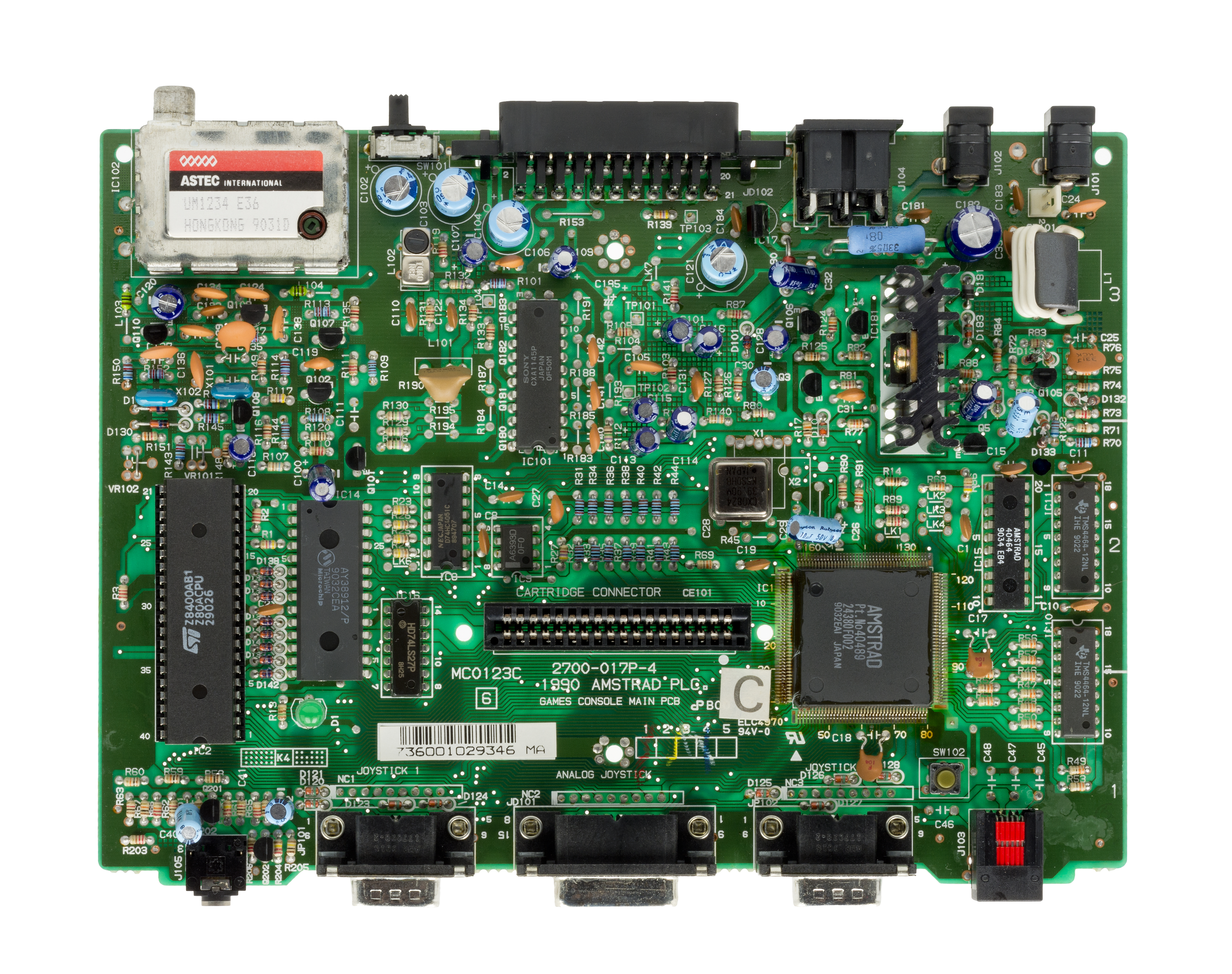
نظام أمستراد جي إكس4000 من الداخل.

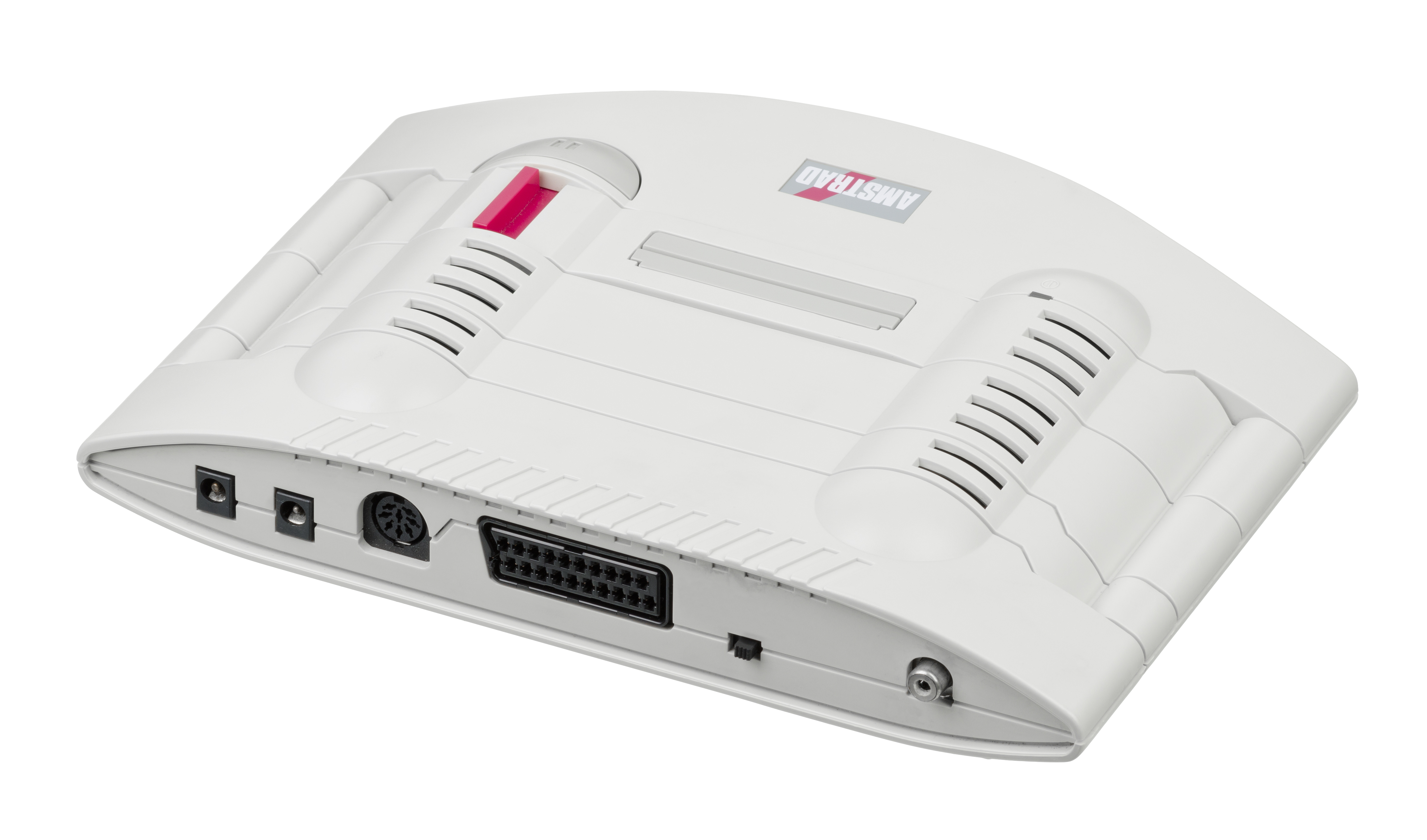
يوفر النظام إمكانية فيديو آر جي بي مع موصل سكارت في الخلف.

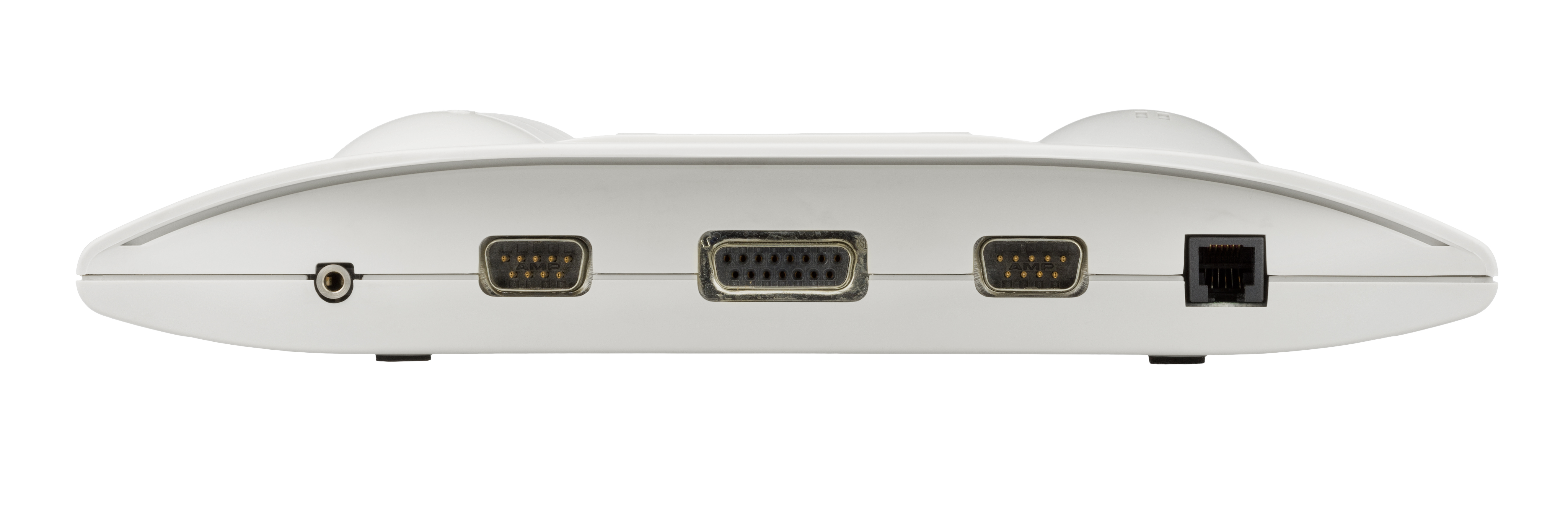
الموصلات الموجودة في الجزء الأمامي من النظام.

- وحدة المعالجة المركزية: 8/16-بت زيلوغ زد 80 أيه @ 4 ميغا هرتز[1]
- الدوائر المتكاملة محددة التطبيقات: دعم الكائنات، التمرير الناعم، المقاطعات القابلة للبرمجة، صوت دي أم أيه[11]

الوضوح
- الوضع 0: 160 × 200 بكسل مع 16 لونًا
- الوضع 1: 320 × 200 بكسل مع 4 ألوان
- الوضع 2: 640 × 200 بكسل مع لونين

اللون
- العمق: 12 بت آر جي بي
- الألوان المتوفرة: 4096
- الحد الأقصى للألوان على الشاشة: 32 (16 للخلفية، و 15 للكائنات، و 1 للحد)

يمكن زيادة عدد ألوان الشاشة القصوى في جميع الأوضاع من خلال استخدام المقاطعات.
الكائنات
- الرقم: 16 وضوح عالية الدقة لكل سطر
- الأحجام: 16 × 16 (يمكن تكبير كل كائن 2x أو 4x في X وY)
- الألوان: يمكن لكل كائن استخدام ما يصل إلى 15 لونًا

الذاكرة
- ذاكرة الوصول العشوائي: 64 كيلو بايت
- ذاكرة فيديو ثنائية المنافذ: 16 كيلو بايت
- ذاكرة القراءة فقط: 32 كيلو بايت

الصوت
- 3 قنوات ستيريو شريحة أيه واي-3-8912[1]
- دي أم أيه

الآي أو
مخرج صوتي، موصلات أجهزة تحكم رقمية 2x، منفذ جهاز تحكم عصا لعب (معيار آي بي إم)، موصل سلاح ضوئي (RJ11)، إنتاج صوت وفيديو آر جي بي (8 سنون دي آي إن)، مقبس إمداد الطاقة من مزود طاقة خارجي، مقبس إمداد الطاقة من الشاشة.

## الملحقات
أجهزة التحكم التقليدية

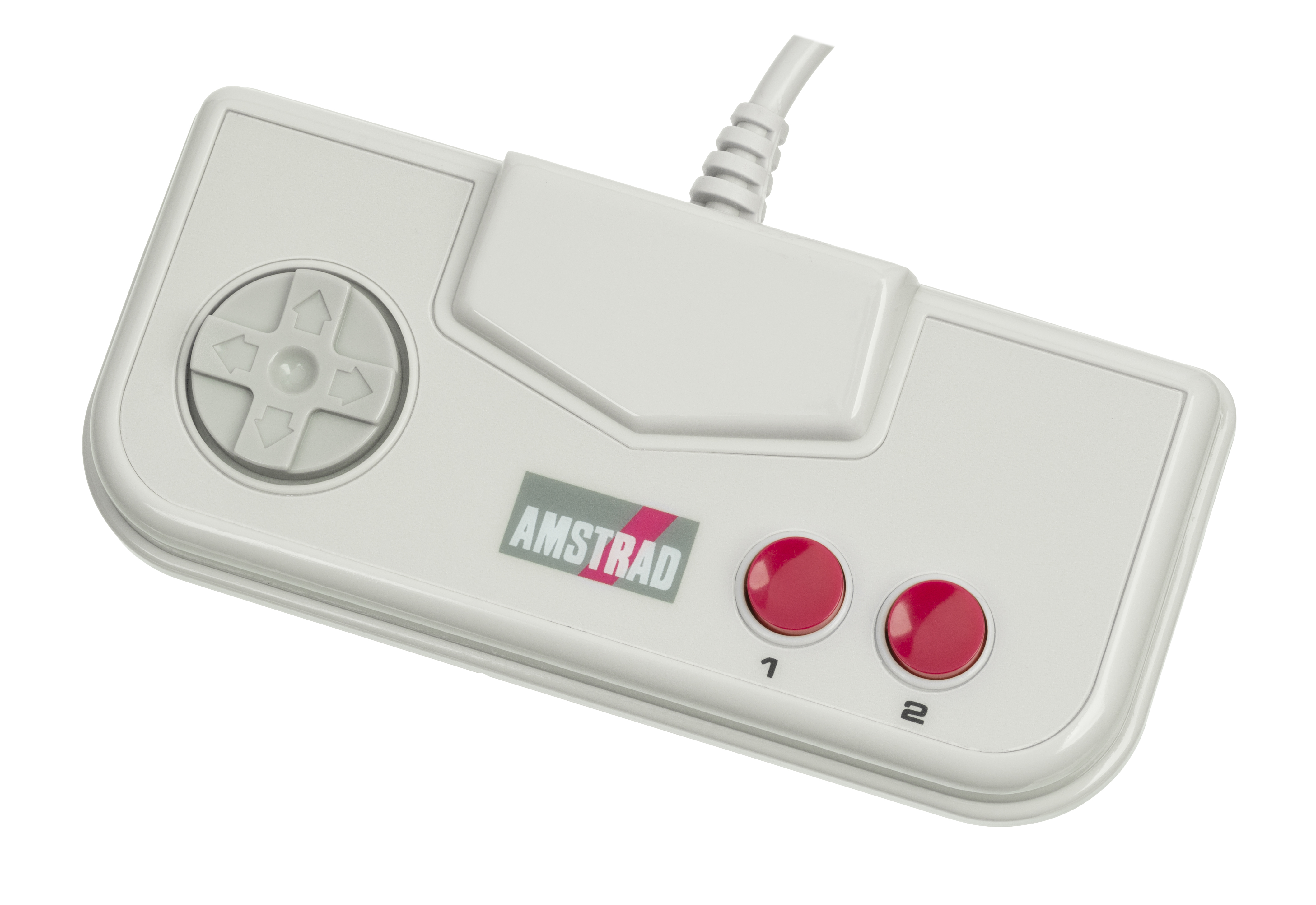
جهاز تحكم أمستراد جي إكس4000

يشبه جهاز تحكم أمستراد جي إكس4000 لأجهزة تحكم ذات 8 بت الشائعة في ذلك الوقت مثل ماستر سيستم ونينتندو إنترتينمنت سيستم وتوربو غرافيكس-16. يحتوي جهاز التحكم على مفاتحين فقط على اللوحة الفعلية مع زر الإيقاف المؤقت الموجود على جهاز التحكم نفسه، ويستخدم موصل أتاري ذو 9 سنون القياسي الواقعي السائد.
عصي اللعب
يدعم جي إكس4000 استخدام عصي اللعب من خلال منفذ جهاز التحكم عصا اللعب المعياري الخاص بشركة آي بي إم. لم يكن جهاز التحكم مدعوم على نطاق واسع بواسطة البرنامج.
الأسلحة الضوئية
يدعم جي إكس4000 استخدام السلاح الضوئي. كانت الأسلحة الضوئية المصنعة من شركات الطرف الثالث متاحة، ودعمت الإصدارات الرسمية هذا الملحق. كانت هناك لعبتان تدعمان استخدام السلاح الضوئي على جي إكس4000 - سكيت شوت وذا إنفورسر والتي وُّزِعَت بسلاح من شركة طرف ثالث.

## الألعاب
إجمالاً، أُنتِجَت وَوُزِعَت ما يقرب من 30 لعبة للنظام. صُنعت غالبية الألعاب من قبل شركات مقرها المملكة المتحدة وفرنسا مثل أوشن وتيتوس ولوريسيلز.
كانت الألعاب البارزة هي اللعبة المضمنة بيرنين رابر، بالإضافة إلى روبوكوب 2 وبانغ وبلوتينغ ونيفي سيلز وسويتشبلايد.
أُعلِنَ في البداية عن العديد من الألعاب الأخرى، مثل توكي وكيك أوف 2 و أوت ران، ولكن أٌلغوا لاحقًا عندما فشل النظام في البيع.[بحاجة لمصدر]
- بارباريان II: ذا دنجن أوف دراكس
- بات مان
- كوبتر 271
- كرايزي كارز II
- ديك ترايسي
- فاير أند فورغيت II
- كلاكس
- مايستيكال
- نيفي سيلز
- نو إكزت
- عملية الصاعقة
- بانغ
- بانزا كيك بوكسينغ
- سوبر بينبول ماجيك
- بلوتينغ
- برو تنس تاور
- روبوكوب 2
- سكيت شوت
- التحقيق الجنائي الخاص
- سويتشبلايد
- تنس كاب 2
- تين تين أون ذا مون
- تروجان لايت بانزر
- ذا إنفورسر
- وايلد ستريتس
- ورلد أوف سبورتس